# Vilayet de Ioannina
1867–1913
Entités précédentes :
- Pachalik de Ioannina

Entités suivantes :
- gouvernement provisoire d'Albanie
- Royaume de Grèce

Le vilayet de Ioannina — en turc osmanli : ولايت يانيى (Vilâyet-i Yanya) ; en turc : Yanya Vilayeti — était un vilayet de l'Empire ottoman. Créé en 1867, il fut supprimé en 1913. Son territoire couvrait approximativement l'Épire et le sud de l'Albanie. Sa capitale était Ioannina.

## Histoire
Le vilayet est créé en 1867. Il succède alors à l'eyalet éponyme.
En février-mars 1878, une révolte des Grecs d'Épire éclate dans la région de Sarandë mais elle est réprimée par les autorités ottomanes.
La revendication nationaliste grecque de la Grande Idée entre en contradiction avec le mouvement national albanais qui naît en 1878 avec la Ligue de Prizren et qui est représenté en Épire par le poète Naim Frashëri.
En 1881, une partie du territoire du vilayet est cédée au royaume de Grèce. Les Grecs tentent de libérer le reste de la province lors de la guerre gréco-turque d'avril-mai 1897, sans succès.
Le vilayet disparaît lors de la Première Guerre balkanique de 1912-1913 : le sud est rattaché à la Grèce, le nord forme, avec le vilayet de Shkodra, la principauté d'Albanie nouvellement créée.

## Population
Le recensement ottoman de 1911 chiffre la population du vilayet à 560 835 habitants dont 311 032 Grecs, 244 638 musulmans, 3 990 juifs et 1 175  « autres ».
Mais, dans un rapport de 1906, le consulat grec de Ioannina l'estime à 362 268 « Grecs », c'est-à-dire fidèles de l'Église orthodoxe de rite grec (dont 213 216 de langue grecque, 91 442 de langue albanaise, 21 570 de langue valaque) face à 262 841 « Musulmans » (dont 248 483 de langue albanaise et 14 358 de langue grecque). D'autres sources parlent de 110 000 à 419 403 Grecs, 210 000 à 315 000 Albanais, 25 000 à 140 000 Valaques, 10 000 à 20 000 Turcs, 20 000 Bulgares, 7 000 Roms, etc.

## Territoire

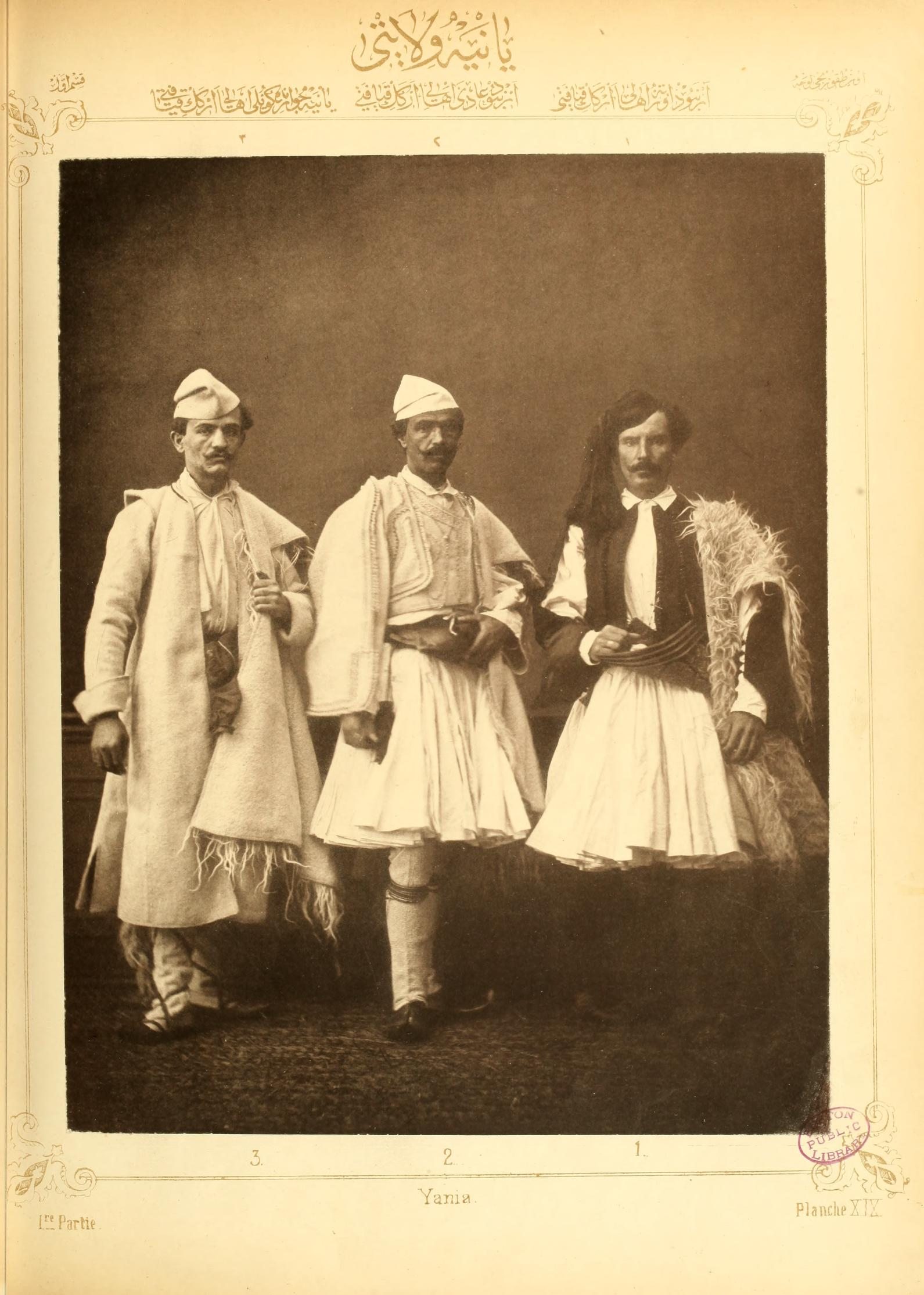
Costumes albanais et grecs du vilayet de Ioannina. Pascal Sébah, album du pavillon ottoman à l’exposition universelle de Vienne, 1873.

Le vilayet était entouré des vilayets de Shkodra (Scutari, Shkodër) et  de Monastir (Bitola) et, au sud, par le royaume de Grèce.

## Subdivisions
Le vilayet était divisé en quatre sandjaks :
- Sandjak de Ioannina (Yanya Sancağı)
- Sandjak de Gjirokastër (Ergiri Sancağı)
- Sandjak de Preveza (Preveze Sancağı)
- Sandjak de Berat (Berat Sancağı)

### Sources et bibliographie
- (en) Cet article est partiellement ou en totalité issu de l’article de Wikipédia en anglais intitulé « Janina Vilayet » (voir la liste des auteurs) dans sa version du 17 mai 2016.